# 新建街道 (营口市)
新建街道，是中华人民共和国辽宁省营口市站前区下辖的一个乡镇级行政单位。

## 行政区划
新建街道下辖以下地区：
黄家塘家属委员会、建新家属委员会、桥南家属委员会、向新家属委员会、河西家属委员会和桥北家属委员会。